# Martin Luthers Romreise

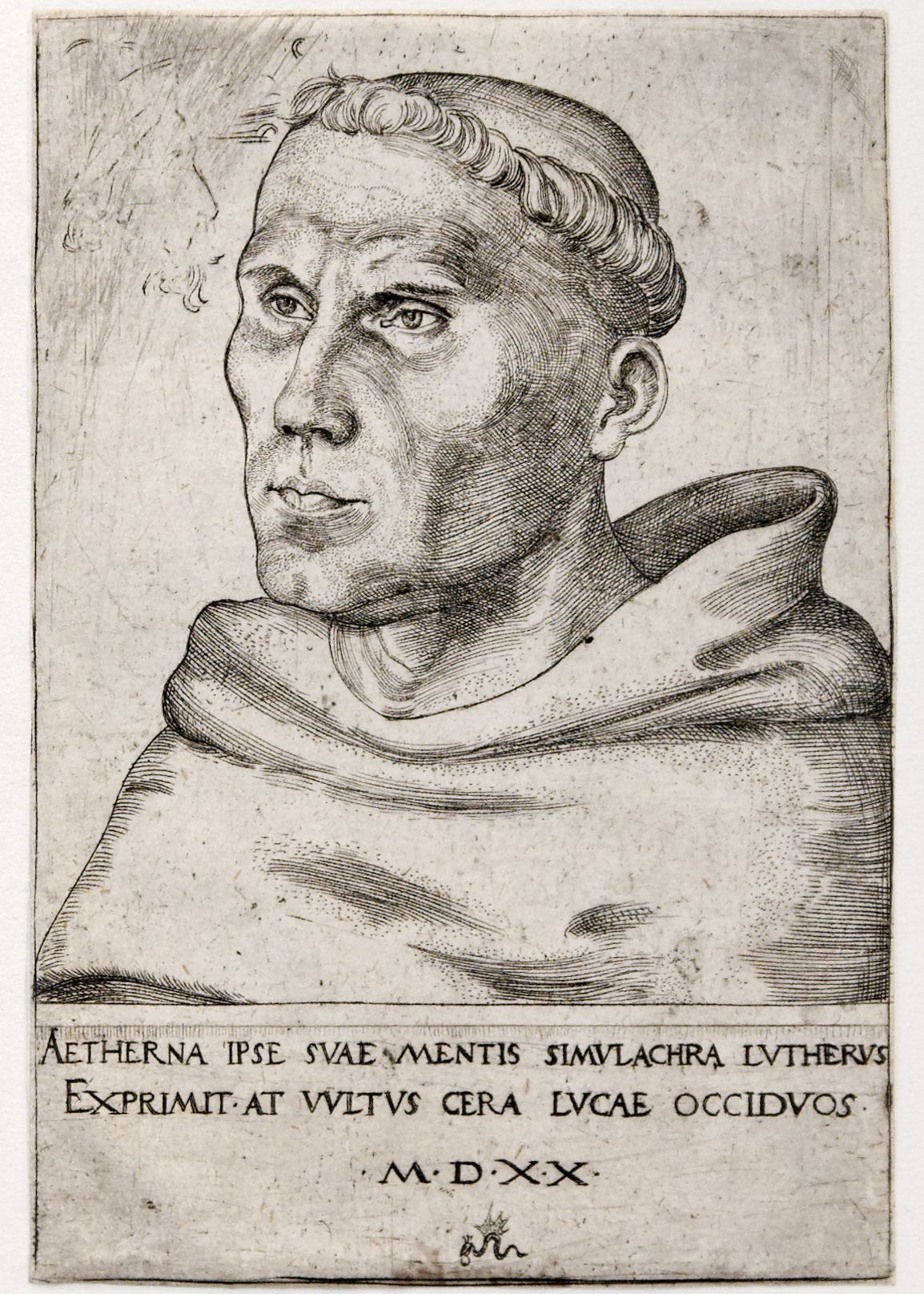
Der Mönch Luther, Lucas Cranach d. Ä., 1520

Martin Luther (1483–1546) soll nach einer lange Zeit herrschenden Forschungsmeinung etwa im Oktober/November 1510 als Begleiter eines älteren, namentlich nicht bekannten Mönches von Nürnberg nach Rom gewandert sein. Luther begleitete den Verhandlungsführer als ein socius itinerarius. Dabei hätten die Reisenden die Alpen im Winter überqueren müssen. Gegen Ende März 1511 dürfte Luther dieser Rekonstruktion zufolge, die im Wesentlichen auf Heinrich Böhmer basiert, nach Nürnberg zurückgekehrt sein. Luther selbst habe nämlich laut Böhmer fast immer das Jahr 1510 als Beginn der Romreise angegeben. Die Datierungen von Philipp Melanchthon, Cochläus und des augustinischen Ordenshistoriographen Felix Milensius, die alle das Jahr 1511 anführen, versucht Böhmer hingegen als unglaubwürdig darzustellen.

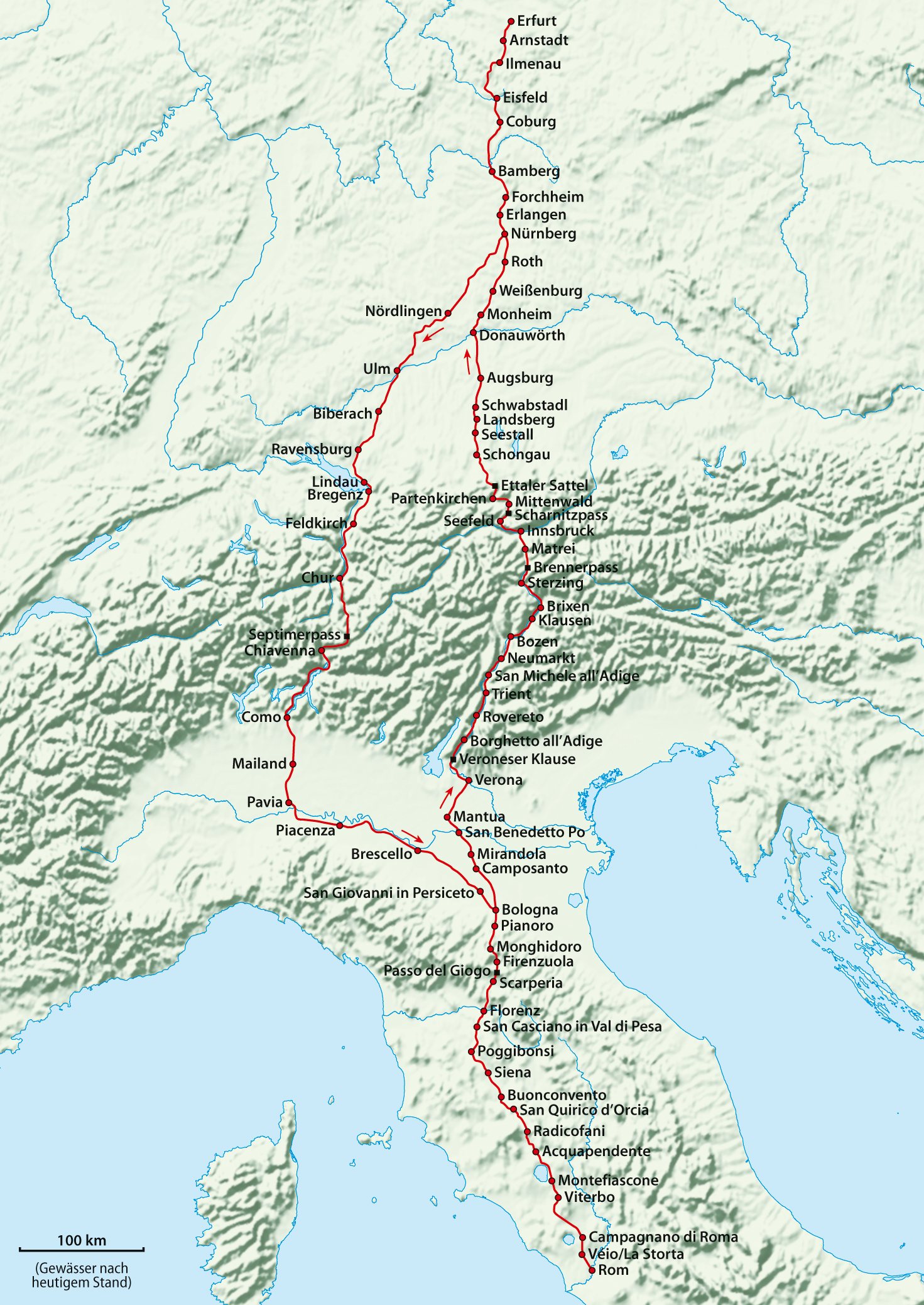
Hypothetischer Verlauf von Martin Luthers Romreise, wahrscheinlich 1511/12

Im vorliegenden Artikel wird die unter dieser Prämisse anzunehmende Reiseroute Martin Luthers nachvollzogen. Die Vorgeschichte wird dabei älteren Forschungsannahmen, z. B. denen von Böhmer („ältere“ Hypothese), folgend dargestellt, die als Anlass der Reise eine Berufung durch Papst Julius II. im Auftrag der renitenten Reformklöster vermuteten, denen Luther angehörte.
Da ein solcher Protest nicht nachzuweisen ist und der Reiseanlass aus ordenspolitischer Sicht wenig plausibel erscheint, geht eine neuere Untersuchung von Hans Schneider („neuere“ Hypothese) von einer Abreise Luthers erst ein Jahr später von Wittenberg (nicht Nürnberg) im Auftrag seines Mentors Johann von Staupitz aus und datiert die Ankunft in Rom vor Ende November 1511.
Die schwer zu bewältigende Alpenüberquerung im Winter wäre damit gar nicht notwendig gewesen. Die Rückreise von Rom hätte zu Jahresbeginn 1512 stattgefunden. Bald danach, im Mai 1512, nahm Luther an einer Ordensversammlung in Köln teil, auf der ein Kompromiss in der strittigen Unionsfrage geschlossen wurde, die durch die Reise geklärt werden sollte, was die Hypothese einer späteren Reisedatierung stützt.
Luthers Reise fiel in die Zeit der Italienischen Kriege, genauer des Krieges der Heiligen Liga (1511–1513). Die 1511 von Papst Julius II., Kaiser Maximilian I., Ferdinand II., dessen Schwiegersohn Heinrich VIII. von England, der Republik Venedig und den Schweizern gegen das von König Ludwig XII. regierte Frankreich geschlossene Heilige Liga (Lega Santa del 1511) bereinigte die Lage zunächst, sodass sich die französischen Truppen am 4. Oktober 1511 aus dem Herzogtum Mailand zurückziehen mussten. Im März 1513 wechselte die Republik Venedig jedoch die Seiten und verbündete sich mit Frankreich, was die politische Situation weiter verkomplizierte. Am 6. Juni 1513 besiegten die Schweizer Ludwig XII. in der Schlacht bei Novara und setzten die Sforza wieder als Regierende in Mailand ein.

## Vorgeschichte
Martin Luther trat 1505 als Mönch in das strenge Kloster Erfurt des Augustinerordens ein. Seit vielen Jahren gab es zwei Strömungen in der Befolgung der Ordensregeln. Die „Observanten“ wollten die Regeln streng befolgen. Die „Konventualen“ wollten es den Konventen der Klöster überlassen, Befreiungen von den strikten Regeln zu erlauben. Diese Gegensätze führten zu einem Ordensstreit bzw. Unionsstreit, der den gesamten Orden erfasste.
Der Ordensgeneral Aegidius de Viterbo war direkt dem Papst unterstellt und hatte seinen Sitz in Rom. Für größere Ordensgebiete waren ihm Generalvikare verantwortlich. Deutscher Generalvikar war Johann von Staupitz. Ihm waren vier Provinzialvikare verantwortlich. Zur sächsischen Provinz gehörte Erfurt, das seit 1510 ebenfalls Staupitz leitete. Der Ordensgeneral de Viterbo und der deutsche Generalvikar Staupitz waren beide Observanten. Sie verfolgten den Plan, die Konvente mit freierer Regelauslegung mit den observanten Konventen zusammenzuführen. Dagegen wehrten sich die observanten Klöster, da sie eine Aufweichung der Observanz befürchteten.
Im August 1507 wurde Kardinal Bernardino López de Carvajal als Legatus a latere mit außergewöhnlichen päpstlichen Vollmachten zur Beilegung des Ordensstreites von Rom nach Deutschland entsandt. Bereits am 15. Dezember 1507 erließ dieser in Memmingen die Bulle Bernhardinus, miseratione divina, die Staupitz ermächtigte, die Vereinigung der streitenden Klöster innerhalb der sächsischen Provinz durchzusetzen. Zugleich wurde den Gegnern der Zusammenführung untersagt, direkt an den Papst zu appellieren. Diese Bulle wurde von Staupitz fast drei Jahre geheim gehalten und erst am 30. September 1510 publiziert.
Von 29 observanten Klöstern bestanden sieben Klöster, darunter Erfurt und Nürnberg, weiterhin auf ihrem Widerspruch gegen die Zusammenführung und akzeptierten die Weisungen des Generalvikars nicht. Für Herbst 1510 nahm Böhmer eine Konferenz der opponierenden Klöster im Augustinerkloster Nürnberg an, an der Luther als Vertreter des Erfurter Klosters teilgenommen habe. Hier soll beschlossen worden sein, dass Erfurt und Nürnberg je einen Vertreter zum Ordensgeneral nach Rom entsenden sollten, um die direkte Appellation an den Papst gegen die Maßgabe der Bulle zu erwirken. Nürnberg soll einen älteren, erfahrenen Mönch als ersten Mann gestellt haben, dessen Name nicht überliefert ist; aus Erfurt sei Luther nominiert worden.
Diese Annahmen, für die es keine Quellen gibt, werfen allerdings eine Reihe von Fragen auf, die durch die neuere Hypothese, wonach zu diesem Zeitpunkt keine Reise stattfand und Luther erst ein Jahr später nach Rom wanderte, gelöst erscheinen. Die hauptsächlichen Schwierigkeiten der älteren Hypothese liegen darin, dass es für die angenommene Zusammenkunft in Nürnberg keine Belege gibt und dass eine solche Initiative von vornherein zum Scheitern verurteilt und darum sinnlos gewesen wäre, zumal der Ordensgeneral in einem Schreiben vom 29. Juli 1510 den Mitgliedern der Kongregation ausdrücklich befahl, dem Generalvikar Staupitz Gehorsam zu leisten und im Falle des Ungehorsams damit drohte gegen die Rebellen und Feinde des Ordens vorzugehen.
Nach älteren Forschungshypothesen brachen die beiden Mönche zwischen Ende Oktober und Anfang November 1510 von Nürnberg auf. Es waren nur wenige Reisevorbereitungen zu treffen, wie die Erstellung von Empfehlungs- und Beglaubigungsschreiben für diese Mission. Zudem waren Pässe notwendig, denn die Romreise fiel in die Zeit der Italienischen Kriege und führte durch kriegsgefährdete Gebiete.
Nach der heute zunehmend als gesichert betrachteten Rekonstruktion Hans Schneiders fand die Romreise dagegen erst ein Jahr später statt, nachdem Luther bereits von Erfurt nach Wittenberg übergesiedelt war und unter dem Einfluss des Generalvikars und Provinzials der sächsischen Augustinereremiten stand, seines Mentors Staupitz. In den Besitz des Amtes des Provinzials war er durch die Wahl des Münnerstädter Kapitels am 9. September 1509 gekommen. In dieser „Doppelfunktion“ habe er nun darangehen können, einen Unionsplan zu verwirklichen. Anlass der Reise war schließlich nämlich der Streit um dessen Unionsplan, der sich gegen den Widerstand der rebellischen Klöster noch immer nicht durchsetzen ließ. Der Grund für den Widerstand der sieben renitenten Klöster (siehe oben) war laut Schneider aber die Ausübung der Ämter des Generalvikars und des Provinzials in Personalunion. Zudem vermutet Schneider, dass Luther nicht auf Grund eines personellen Engpasses im Jahr 1509 von Wittenberg nach Erfurt zurückberufen worden sei, sondern als Reaktion auf die Wahl von Staupitz zum Provinzial. Gestützt werde diese Deutung durch die Beobachtung, dass das ebenfalls renitente Kloster in Nürnberg für die gesamte Dauer des Unionsstreites jahrelang keine Mönche mehr zum Studium nach Wittenberg geschickt habe. In dieser Situation eines Ordensstreites suchte Staupitz nach Alternativlösungen, die mit der Ordensleitung abzustimmen waren. Luther reiste demnach nicht als Gegner, sondern als Abgesandter des Generalvikars nach Rom, mit dem ihn ein enges persönliches Freundschaftsverhältnis verband.

## Reisebegleiter
Als Luthers Reisebegleiter, der die Besprechungen in Rom maßgeblich führte, wird heute der Prior Jan van Mechelen aus Osbach (Orsbeck) und Prior in Enkhuizen angenommen, der kurz zuvor im Jahre 1511 in Wittenberg zum Doctor theologiae promoviert worden war. Unterstützt wird diese Hypothese durch die Aussage eines Zeitgenossen, des Nürnberger Augustinereremiten Nikolaus Besler. Er berichtete, dass am 25. Februar 1512 der Augustiner Johann von Mecheln, der „eben von einer Sendung nach Rom zurückgekehrt war, durch Staupitz von Salzburg aus nach Köln geschickt (wurde), um das dort abzuhaltende Kapitel zu beschleunigen“.
Eine weitere Hypothese nimmt als Reisebegleiter den Regens Johannes Nathin († 1529) an, den frühen Lehrer Luthers. So erwähnte der spätere Gegner Luthers Hieronymus Dungersheim in seinen „Dadelung des obgesatzten bekentnus oder untuchtigen Lutherischen Testaments“ (Leipzig 1530), dass er zusammen mit Nathin nach Halle gereist sei, um die Vermittlung des Dompropstes des Magdeburger Erzbischofs Ernst II. von Sachsen in der Angelegenheit zu erwirken.
Der unter dieser Voraussetzung frühestmögliche Abreisetermin wäre der 5. Oktober 1511. Bei der Rückkehr nach Deutschland reisten die Patres getrennt, wobei Luther möglicherweise das Rhône-Gebiet in Südfrankreich durchquerte, um der inzwischen eskalierten Kriegslage um Bologna auszuweichen. Im Mai 1512 fand das Ordenskapitel in Köln statt, auf dem der offenbar in Rom abgestimmte Kompromiss zwischen den Streitparteien beschlossen und umgesetzt wurde. Luthers durch Quellen belegte, aber bislang schwer erklärbare Anwesenheit auf dieser Versammlung ist wesentlich besser verständlich, wenn man seine Teilnahme an einer erst kürzlich absolvierten Romreise 1511/12 annimmt.
Auch Anton Kress, ein Nürnberger Patrizier, soll, wie Johannes Cochläus schrieb, in Frage kommen.

### „Ältere“ Hypothese zum Reisejahr 1510/1511 und Begleitung
Geht man von der älteren Hypothese bezüglich der Datierung des Reisejahrs 1510/1511 aus, wäre Luther und sein Reisebegleiter als einer der Opponenten zu seinem Oberen Johann von Staupitz an die römische Kurie entsandt worden. Dann wäre Luther von Erfurt aus aufgebrochen und sein Begleiter wäre möglicherweise Johann Nathin gewesen. Für eine Hinreise im Herbst, also Oktober/November 1510, spräche die Erwähnung, dass der Verzehr von Granatäpfeln (Ernte des Granatapfels) ihm und seinem Reisebegleiter bei einer Fieberattacke half. Dieses Argument verliert an Gewicht, wenn man bedenkt, dass eine Lagerung bzw. Haltbarkeit von geernteten Granatäpfeln bei 0–5 °C mehrere Monate lang möglich ist. Die Früchte können etwas dehydrieren, bleiben im Inneren aber saftig. Der Begleiter nach der älteren Hypothese könnte der Augustiner Regens Johannes Nathin († 1529) gewesen sein, ein früherer Lehrer Luthers.

### „Neuere“ Hypothese zum Reisejahr 1511/1512 und Begleitung
Von Staupitz war am 7. Mai 1503 in Eschwege zum Generalvikar der deutschen Observanten-Kongregation des Augustinerordens bestimmt worden, ein Amt, das er bis zum 29. August 1520 innehatte. Im Orden hatten sich die „Observanten“ von den „Konventualen“ abgesetzt. Die Observanten warfen den Konventualen vor, dass sie die Augustinusregeln, die Ordensregeln, nicht streng genug einhielten und im Besonderen das Armutsgebot verletzten. Obgleich von Staupitz der strengeren Ordensfraktion vorstand, strebte er eine Überwindung der Teilung an, um eine Vereinigung der konkurrierenden Ordensfraktionen zu ermöglichen. Zu diesem Zweck übernahm er die Leitung der sächsisch-thüringischen Ordenskongregation, welche für den gemäßigten Weg stand.
Unter der neueren Hypothese mit der Datierung 1511/1512 wäre Luther nicht von Erfurt, sondern von Wittenberg aufgebrochen. Legte man die neuere Datierung zugrunde, wäre er nicht gegen von Staupitz nach Rom gereist, sondern im Auftrag des Generalvikars der deutschen Augustiner-Reformkongregation von Staupitz, um sich weitere Weisungen des Generalpriors Aegidius de Viterbo in der „Staupitz-Auseinandersetzung“ über die geplante Union der Reformkongregation und der sächsischen Ordensprovinz einzuholen.
In diesem Fall spräche einiges für Johan van Mechelen, Johannem Mechliniam, den Prior von Enkhuizen, als seinen Begleiter. Die Hintergründe der abweichenden Rekonstruktion sind im Abschnitt über die Vorgeschichte unten kurz skizziert; anschließend wird der Reiseweg allerdings unter der Voraussetzung der älteren Annahmen inklusive des abenteuerlichen Alpenübergangs rekonstruiert.
Neuere Biographen Luthers haben die neue Rekonstruktion teils übernommen und ausdrücklich gewürdigt, halten teilweise aber auch an älteren Darstellungen fest, ohne das Datierungsproblem zu erörtern.

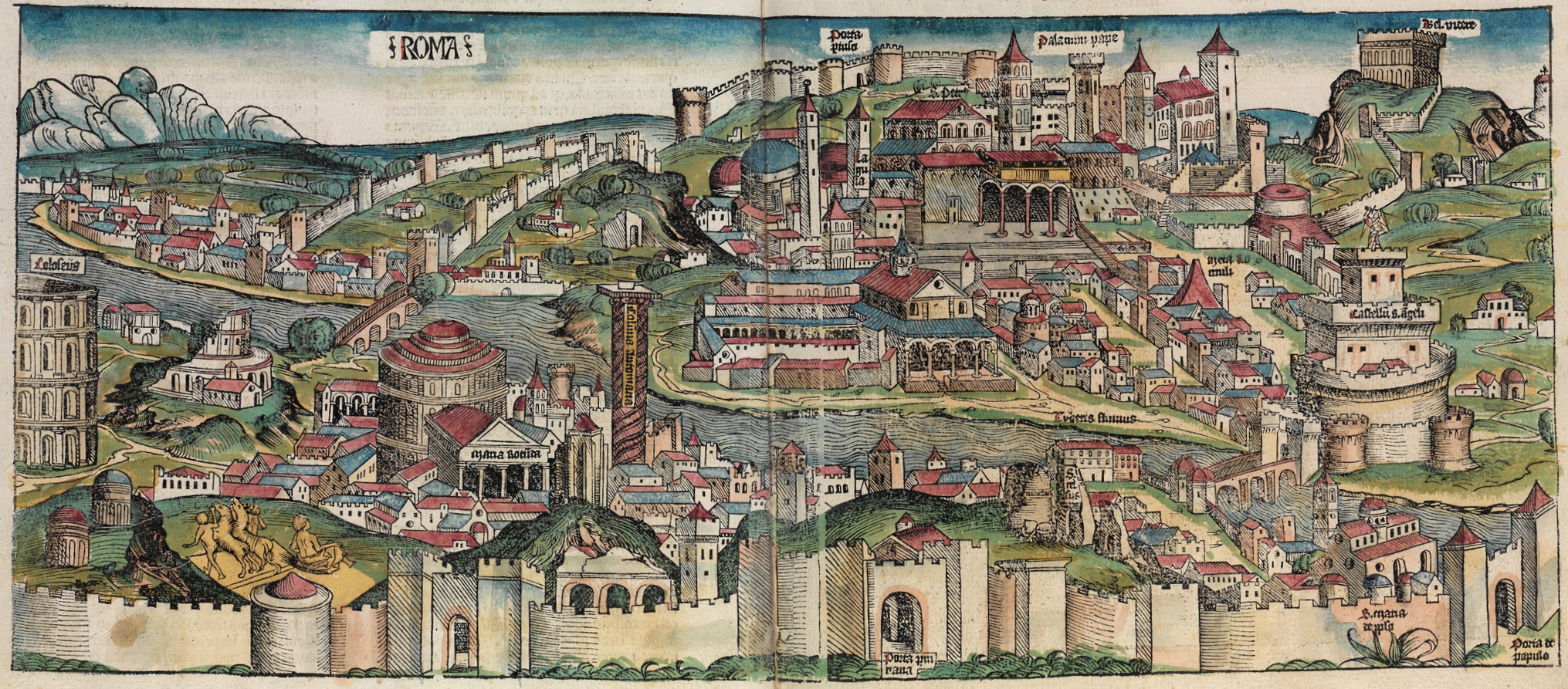
Ansicht von Rom, kolorierter Holzschnitt aus der Schedelschen Weltchronik von 1493

## Reiseroute

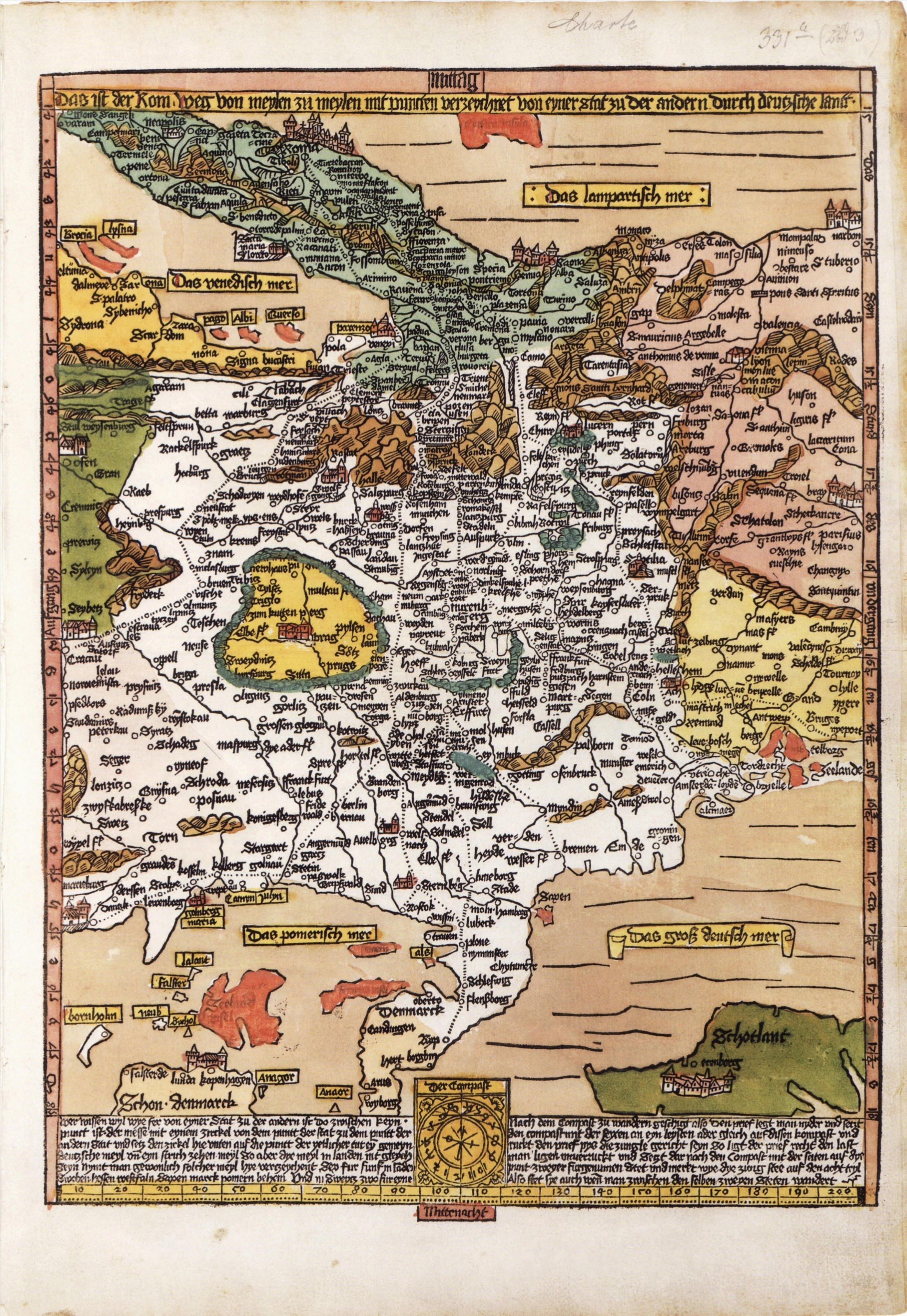
Kolorierte Erstausgabe der Romwegkarte, 1500, die wie alle Karten Etzlaubs gesüdet ist

Luther hat keine Reiseaufzeichnungen verfasst. Es gibt in späteren Aufzeichnungen, insbesondere den Mitschriften seiner in den 1530er und 1540er Jahren gehaltenen Tischreden, mehrere teils explizite Bemerkungen Luthers über seine Romreise sowie Berichte über persönliche Erinnerungen, die zum Teil sicher auf die Romreise zurückgehen oder für die ein solcher Zusammenhang naheliegend ist und in vielen Fällen auch nur mit einiger Gewissheit vermutet werden kann.
Die Reiseroute wird vorliegend anhand der von dem Kartographen Erhard Etzlaub zum Heiligen Jahr 1500 gefertigte Romwegkarte rekonstruiert. Ergänzend hinzugezogen wird die Handelswegkarte, in der die gängigen Routen zwischen Bayern und Italien um 1500 verzeichnet sind. Für den letzten Streckenabschnitt von Siena nach Rom werden vergleichend die Informationen über die Via Francigena verwendet. Luthers spätere Hinweise werden hiermit synchronisiert.
Der Handelsweg von Nürnberg nach Italien hatte einen westlichen Zweig über die Schweiz und einen östlichen über den Brenner. Der Hinweg der Wanderer ging westlich über die Schweiz und Mailand (von Luther als Reisestation erwähnt). Luther fiel bei Beginn der Reise auf, dass in der Schweiz und weiter in Italien die alte römische (1,482 km) und nicht die deutsche (7,500 km) Meile galt. Der Rückweg könnte über Innsbruck und Augsburg geführt haben; die einzige Station, die Luther auf seinem Rückweg sicher passierte, ist Augsburg.
Die Ortsangaben der Romwegkarte sind mit ihren heutigen Namen in der Marschtabelle verzeichnet.

## Hinweg

### Anmarsch Erfurt – Nürnberg
Die Romwegkarte zeigt die topographisch günstigste Route. Von Erfurt im Tal der Gera geht der Weg die Wilde Gera aufwärts nach Arnstadt und weiter nach Ilmenau im Tal der Ilm am Nordrand des Thüringer Waldes. Er überquert diesen in 770 m Höhe, geht dann hinunter nach Eisfeld und Coburg im Tal der Itz. Das Itztal abwärts berührt die Route kurz den Main und führt nach Bamberg im Tal der Regnitz. Das Regnitztal aufwärts folgen Forchheim, Erlangen und schließlich Nürnberg am Zusammenfluss von Pegnitz und Rednitz zur Regnitz. Die Anwesenheit Luthers in Nürnberg gilt durch seine Erwähnung des Schlagwerks einer Uhr als bestätigt.

### Nürnberg – Lindau am Bodensee
Luther hat Ulm später gesprächsweise erwähnt, er muss also dort gewesen sein. Die Romwegkarte verzeichnet keine Wegeverbindung von Nürnberg nach Ulm. Die Handelswegkarte zeigt einen schematischen Wegeverlauf und nennt Nördlingen. Daraus wurde als vermutliche Route die Strecke über Gunzenhausen, Nördlingen und Heidenheim an der Brenz gefolgert.
Der Wegeskizze gemäß geht die Route von Nürnberg zunächst nach Schwabach zur Wegegabelung nach Augsburg bzw. Ulm und führt anschließend über Hergersbach, Gunzenhausen und Oettingen in Bayern nach Nördlingen. Danach führt der Weg nach Süden direkt auf den charakteristischen Donaubogen bei Dillingen zu. Er verbleibt stets in Bayern östlich der Grenze zu Baden-Württemberg. Heidenheim an der Brenz wurde vermutlich nicht passiert. Die Route führt von Nördlingen über Hohenaltheim, Thalheim und das Kloster Unterliezheim nach Dillingen an der Donau. Anschließend geht es die Donau aufwärts über Lauingen und Günzburg bis Ulm. Dieser Weg ist 2–3 Wegstunden länger als über Heidenheim.
Die Romwegkarte zeigt nach Ulm die Strecke über Biberach an der Riß und Ravensburg nach Lindau (Bodensee).
Eine vermutete Route von Ulm über Memmingen und Kempten nach Lindau ist in beiden Karten nicht verzeichnet. Die Route über Kempten ist ein erheblicher Umweg von neun Wegstunden. Von Memmingen geht ein sinnvoller, nur zwei Wegstunden längerer Weg über Leutkirch und Wangen nach Lindau.

### Alpenrheintal Lindau – Chur
Von Lindau folgt der Weg dem Alpenrheintal über Bregenz und Feldkirch nach Balzers. Hinter Balzers begann das Gebiet der Schweizerischen Eidgenossenschaft. Die Handelswegkarte zeigt den topographisch vorgegebenen Weg weiter über den St. Luzisteig (713 m), Maienfeld und Zizers nach Chur.

### Alpenüberquerung Chur – Chiavenna
Von Chur aus gibt es zwei alpenquerende Passrouten nach Chiavenna (dt. Cleff oder Cleven): die Obere Straße über den Septimerpass bzw. die Untere Straße über den Splügenpass. Die Romwegkarte zeigt nur Chur und Chiavenna, gibt aber keine topographischen Hinweise auf die Passroute. Die Handelswegkarte zeigt die 1473 ausgebaute und fahrbar gemachte Splügenroute.

#### Septimerroute
Die Abgesandten folgten wohl der damals vorzugsweise benutzten Septimerroute. Passiert wurden Tiefencastel (859 m), Tinzen (heute Tinizong-Rona), Mulegns (bis 1943 Mühlen), Bivio (1.769 m) und über den Septimerpass (2.310 m) ging es nach Casaccia (1.458 m) im Bergell. Dann ging es die Mera abwärts nach Castasegna, dem Grenzort zur italienischen Lombardei. Luther hat häufig über die Schweiz erzählt, aber keine Ortsnamen berichtet. Die Schweizer lobte er ihrer Freundlichkeit und ihres Fleißes wegen. Im unteren Bergelltal passierten die Wanderer Piuro und Scilano, die 1618 durch einen Bergsturz verschüttet wurden, und kamen nach Chiavenna (333 m). Hier kommt auch die Splügenroute an.

#### Splügenroute
Der Handelswegkarte entsprechend geht die Route von Chur nach Bonaduz am Zusammenfluss von Vorderrhein und Hinterrhein. Dann folgt sie dem Hinterrheintal nach Thusis und anschließend über die gefürchtete Viamala durch dessen engste Stelle nach Zillis und Andeer bis Splügen (1.475 m). Dort verzweigt die Route zum Splügenpass bzw. San Bernardino Pass. Durch das Tal des Hüscherenbachs geht der Weg aufwärts zum Splügenpass (2.113 m) an der italienischen Grenze und anschließend durch das Val San Giacomo mit dem Flüsschen Liro über Campodolcino nach Chiavenna (333 m). Diese Route ist etwa sechs Wegstunden, also fast einen Tag kürzer als über den Septimer.

### Lombardei Chiavenna – Bologna
Anschließend führt der Weg auf beiden Karten nach Süden durch das Tal der aus dem Bergell kommenden Mera auf Gera Lario an der Nordspitze des Comer Sees zu. Am Westufer entlang führt die Route über Gravedona und Cadenabbia nach Como. Hier bot ihnen ein mit den deutschen Observanten verbundenes Kloster Unterkunft. Durch das südliche Alpenvorland ging es über Seveso nach Mailand, das Luther als Reisestation erwähnt. Dort durfte er aufgrund des ambrosianischen Ritus keine Messe lesen. Hier gab es zwei observante Klöster, die Unterkunft boten. Der Romwegkarte folgend ging der Weg weiter über Pavia, den Ticino und Po abwärts durch die lombardische Ebene nach Piacenza. Hier gab es ein Augustinerkloster. Es folgten Brescello und San Giovanni in Persiceto und schließlich wurde Bologna erreicht. Hier ist der Zugang zu den Wegen über den Apennin.
In Bologna fanden die Wanderer Quartier in einem befreundeten Augustinerkloster und bekamen Rat für die schwierige Überwindung des rauen Gebirges. Zu dieser Zeit befand sich Papst Julius II. in Bologna. Kontaktaufnahme mit päpstlichen Dienststellen war verboten. Die Abgesandten dürften versucht haben, den Papst bei öffentlichen Messen zu Gesicht zu bekommen. Luther hat die kirchlichen Schätze Bolognas ausführlich besichtigt.

### Apennin Bologna – Siena
Der besonders im Winter beschwerliche Weg über den Apennin ging entsprechend der Romwegkarte geradewegs nach Süden. Es sind die Orte Pianoro, Loiano, Monghidoro (früher Scaricalasino), Pietramala, Firenzuola, Scarperia und schließlich Florenz, das Luther als Reisestation erwähnt, verzeichnet. Er erwähnt lobend das Ospedale degli Innocenti.
Auf dieser Route wurde zwischen Firenzuola und Scarperia der Passo del Giogo (882 m) passiert. Die Handelswegkarte zeigt den Weg über den Passo della Futa (903 m). Nach Pietramala trennen sich die Wege und laufen bei San Piero a Sieve wieder zusammen.
In Florenz gab es im Norden ein Augustinerkloster, in dem die Wanderer logierten. Luther war auf dem Weg über den Apennin erkrankt und wandte sich an das Spital Santa Annunziata. In einer Tischrede lobte er dies später als hervorragende Einrichtung. Die Abgesandten verließen Florenz über das Südtor und gelangten über San Casciano in Val di Pesa und Poggibonsi nach Siena.

### Siena – Rom
Von Siena ging es auf der antiken Via Cassia durch die Campagna Romana über Buonconvento, San Quirico d’Orcia nach Radicofani. Dieser Ort liegt etwas abseits der Via Cassia aber auf der Via Francigena. Der unablässige Pilgerstrom und das nahe gelegene Kloster San Salvatore di Monte Amiata verhalfen dem Ort zur Bedeutung. In der Romwegkarte wird pallio angegeben, was sich wohl auf den nahe gelegenen Fluss Paglia bezieht. Anschließend geht die Route über Acquapendente, Bolsena (Via Francigena) und Montefiascone nach Viterbo.
Danach zeigt die Romwegkarte als Nächstes Romanon, das ist Campagnano di Roma nahe der Via Cassia. Die nachfolgende Ortsangabe Turrebarran? kann auf die Tumuli, insbesondere den Tomba del Anatre bei der im 5. Jh. zerstörten Stadt Veji, heute die Nekropole Veio, hinweisen.
Der Via Francigena folgend geht die Hauptroute von Viterbo über Vetralla, Sutri, Monterosi, Campagnano di Roma und La Storta, nahe Veio, nach Rom. Eine Nebenroute geht über Caprarola, Ronciglione und Nepi nach Monterosi und ist drei bis vier Wegstunden länger als die Hauptroute.

## Rom
Die Abgesandten erreichten Rom kurz nach dem Weihnachtsfest am 25. Dezember 1510 bzw. im Januar 1511. Nach damaliger christlicher Zeitrechnung war das Weihnachtsfest der Jahresanfang 1511.
Kurz vor Rom trifft die Via Cassia auf die Via Flaminia, auf der die Wanderer über die Milvische Brücke (Ponte Milvio) und durch die Porta Flaminia (Porta del Popolo) die Piazza del Popolo erreichten. Auf diesem berühmten Platz betraten seit der Antike die Besucher die Stadt. Davon ist eine Legende überliefert:
„Beim ersten Anblick Roms warf sich Luther mit den Worten zu Boden: ‚Sei gegrüßt, du heiliges Rom, wahrhaftig heilig von den heiligen Märtyrern, von deren Blut es trieft.‘“
Nach überholten Rekonstruktionen des 20. Jahrhunderts (z. B. Böhmer) war es Luthers Aufgabe in Rom, vor dem Ordensgeneral Aegidius de Viterbo den Standpunkt der Observanten zu vertreten. Zu diesem Zweck wohnte Luther wohl im Kloster der Basilica di Sant’ Agostino in Campo Marzio, das zu der Zeit auch Amtssitz des Ordensgenerals war. Eine Wohnung im Kloster Santa Maria del Popolo, wie Heinrich Böhmer es vermutet, hätte wohl schon von vornherein die Verhandlungschancen verringert, da das Kloster der renitenten lombardischen Kongregation angehörte und der Ordensgeneral ohnehin alle Widerständler für Rebellen hielt: „Ungehorsam konnte leicht in den Ordenskerker führen, zumal in Rom.“
Innerhalb der vorgeschriebenen zwei Tage wurde beim Ordensprokurator Ioannes Antonius de Chieti der von der Nürnberger Konferenz erteilte Auftrag eingereicht, eine Appellation an den Papst in der Frage des Ordensstreites zuzulassen.

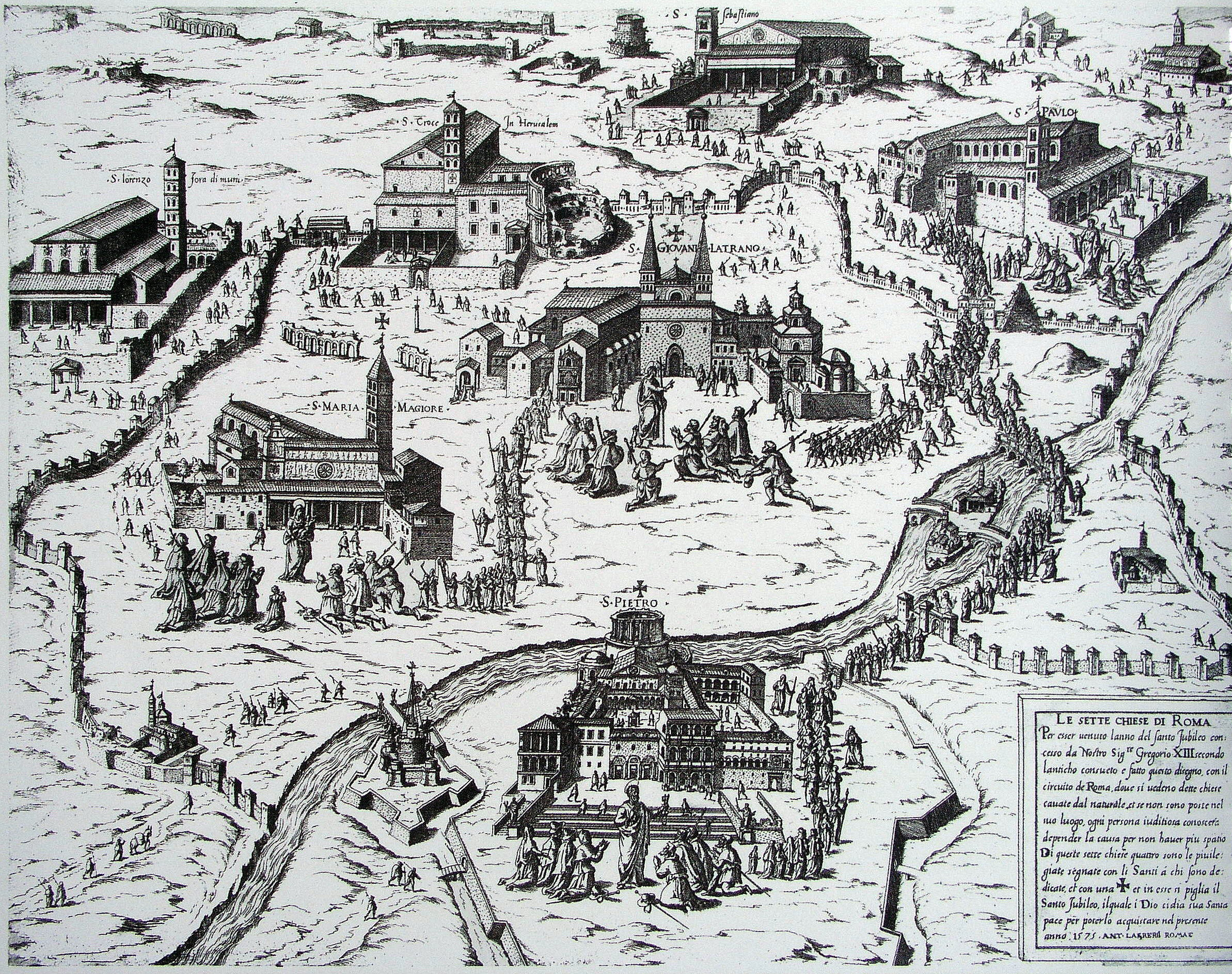
Die sieben Pilgerkirchen Roms im 16. Jahrhundert, zu denen Luther pilgerte. (Antoine Lafréry, Speculum romanae magnificentiae, 1575)

Luther unterzog sich in Rom einigen Handlungen, die zur damaligen Leistungsfrömmigkeit gehörten: nüchterne Wallfahrt durch die sieben Pilgerkirchen Roms, das Fasten, Lesen von Messen und schließlich auch Bußübungen: er kroch dabei die sogenannte heilige Treppe am Lateranpalast auf Knien hinauf und betete auf jeder Stufe ein Vaterunser für seinen Großvater Heine Luder.
Am 20. Januar 1511 nahm Luther an einer solchen großen Wallfahrt innerhalb Roms teil. Wenige Tage später wurde den Abgesandten die Entscheidung des Ordensgenerals mitgeteilt. Sicherlich war die Gesandtschaft schon vorher zum Scheitern verurteilt gewesen: Aegidius de Viterbo war Befürworter der Ordenspolitik des deutschen Generalvikars Johann von Staupitz (s.o.).
Wie zu erwarten, wurde die Appellation an den Papst nicht zugelassen: 1511. Jan. Zu appellieren wird aufgrund der Gesetze den Deutschen verboten. Damit die deutschen Angelegenheiten zur Liebe und zum vollkommenen Gehorsam zurückgebracht würden, wurde Bruder Johannes, der Deutsche, zum Vikar geschickt. Bruder Johannes wurde, wie damals üblich, der sicheren Nachrichtenübermittlung wegen zum Generalvikar Staupitz geschickt. Die Abgesandten machten sich bald danach, Ende Januar oder Anfang Februar 1511, auf den Heimweg. Es ist nicht bekannt, ob die drei Personen gemeinsam gereist sind.
In einen anderen Rahmen stellt Schneider den Zweck der Romreise: nachdem die renitenten Konvente am 10. September 1511 zum dritten Mal an den Papst appelliert hätten und am 1. Oktober 1511 exkommuniziert worden seien, habe sich die Frage gestellt, wie es denn nun (mit der Unionspolitik) weitergehen solle. Luther sei demnach nach Rom gereist, um die Antwort auf diese Frage vom Ordensgeneral einzuholen.
Die Eindrücke, die er in Rom gewonnen hatte, müssen ihn zeitlebens begleitet haben. Und im Bezug auf die Reformation schrieb Thomas Kaufmann:
„Es ist nicht zu übersehen, daß ihm mancherlei dessen, was er in der ewigen Stadt gesehen hatte, (...) die Rezeption antirömischer Polemik erleichterte. Insofern stellt auch Luthers Romreise zwar keine Quelle des Bruchs mit der Papstkirche dar, wohl aber eine Voraussetzung dafür, dem später vollzogenen Bruch nachträglich eine besondere Plausibilität und Popularität zu verleihen.“
Luther gab vier Wochen als Aufenthaltsdauer in Rom an.

## Rückweg

### Militärische Lage bei Bologna
Zur Einschränkung der Macht von Venedig wurde am 10. Dezember 1508 die Liga von Cambrai gebildet. Der anschließende Große Venezianerkrieg sollte Venedig nachhaltig schwächen, die französischen und deren alliierte Truppen aus Italien vertreiben und den Kirchenstaat erweitern. Dieses Ziel konnte nur teilweise erreicht werden. Venedig wurde zwar zurückgedrängt, aber Frankreich dehnte seinen Einflussbereich erheblich aus. Am 24. Februar 1510 endete das Bündnis. Danach standen sich In der Romagna französische und päpstliche Truppen gegenüber, ohne dass Kampfhandlungen erfolgten. Diese Lage war ungemütlich für Bewohner und unsicher für Reisende, aber nicht ungewöhnlich für die damalige Zeit. Bologna war bis 2. Januar 1511 päpstliches Hauptquartier. Dann verlegte der Papst nach Mirandola, kam am 6./7. Februar wieder nach Bologna und ging am 11. Februar 1511 für mehrere Monate nach Ravenna.
Zwischen Luthers Hinreise im Dezember 1510 und Rückreise im Februar 1511 hatte sich die Gefährdungslage bei Bologna nicht merkbar verschlechtert. Es wird hier angenommen, dass Bologna von beiden Abgesandten auf der Hin- und Rückreise passiert wurde.
Sollte die Romreise 1511/12 erfolgt sein, wären die Abgesandten auf der Hin- und Rückreise bei Bologna in ein virulentes Kriegsgebiet geraten.
Zur Vertreibung der zu mächtig gewordenen Franzosen aus Italien wurde am 1. Oktober 1511 die Heilige Liga gebildet. Der Papst hatte zwischenzeitlich erhebliche Söldnertruppen angeworben. Im November 1511 war ein eidgenössisches Heer von 20.000 Mann nach Italien gezogen und bedrohte Mailand. Im Dezember 1511 begann Julius II. mit der Rüstung seiner Armee, um u. a. Bologna zurückzuerobern. Am 11. April 1512 siegten die Franzosen in der Schlacht von Ravenna über das päpstliche Heer und dessen Alliierte.
Unter diesen Umständen ist es schwer vorstellbar, dass die Abgesandten auf der Hinreise über Mailand und Bologna gezogen sind.
Zur weiträumigen Umgehung des Kriegsgebietes auf der Rückreise 1512 wird für Luther eine Route über Südfrankreich vorschlagen. Von Rom zunächst der Via Francigena folgend nach Siena und Lucca. Dann die Küstenstraße entlang nach Genua, Nizza und Aix-en-Provence. Anschließend das Tal der Rhone aufwärts nach Lyon, Genf und durch die Schweiz über Fribourg nach Zürich. Augsburg, das Luther auf der Rückreise passiert hat, wird dann über Memmingen erreicht. Auf dieser Route wird San Benedetto Po nicht passiert, obwohl dies als von Luther wahrscheinlich besucht bezeichnet wird. Zudem wird angenommen, dass sich die Abgesandten getrennt haben. Der ältere Bruder soll von Rom über Rimini, Venedig per Schiff, Villach nach Salzburg gezogen sein. Dabei wäre gegen die Ordensregel verstoßen worden, stets zu zweit, hintereinander und schweigend zu marschieren. Durch etappenweise Leihwanderer hätte sich das angeblich heilen lassen.
Diese interessanten Vorschläge werden hier nicht weiter untersucht.

### Rom – Verona
Die Heimreise führte die Abgesandten zunächst auf demselben Weg über Florenz nach Bologna zurück.
Der Romwegkarte nach führt die Route von Bologna über Camposanto, Mirandola, Ostiglia und Isola della Scala nach Verona. Wahrscheinlich wurde aber der etwa 3–4 Wegstunden längere Weg über San Benedetto Po und Mantua nach Verona eingeschlagen. Dort gab es ein konventuales Augustinerkloster.

### Brennerroute Verona – Innsbruck
Nach Verona führt der Weg der Romwegkarte nach durch die Veroneser Klause und das Tal der Etsch aufwärts in die Alpen. Über Borghetto all’Adige, Rovereto Trient, San Michele all’Adige (Sankt Michel) und Neumarkt geht die Route nach Bozen. Im Tal des Eisack geht es über den Kuntersweg nach Klausen und von dort weiter aufwärts über Brixen, Sterzing zum Brennerpass (1.370 m). Danach geht es im Tal der Sill abwärts über Matrei am Brenner nach Innsbruck, über dessen Architektur Luther später eine Bemerkung gemacht hat.

### Innsbruck – Nürnberg
Nach Innsbruck weist die Romwegkarte den Weg über Seefeld in Tirol (1.180 m) durch den Scharnitzpass (955 m) nach Mittenwald und Partenkirchen im Tal der Loisach. Der nächste genannte Ort Schongau liegt am Lech. Der Weg in das Lechtal geht bei Oberau über den Ettaler Sattel (869 m) nach Ettal, Oberammergau an der Ammer und Rottenbuch nach Schongau. Der dann folgende Ort romakessel ist seit dem Mittelalter eine noch existierende Raststätte in Seestall. Anschließend kommt Landsberg am Lech. Mit Stadeln, heute im Namen Schwabstadl erhalten, ist vermutlich der nahe gelegene Ort Lagerlechfeld an der antiken Via Claudia Augusta gemeint. Schließlich wird Augsburg erreicht, über das Luther später erzählt hat. Dort soll er die angebliche Hungermärtyrerin, Anna Laminit getroffen haben.
Die Route verlässt den Lech und geht bei Donauwörth über die Donau und weiter nach Monheim, quert die Altmühl bei Dietfurt an der Altmühl und führt dann über Weißenburg in Bayern und Roth nach Nürnberg.
Dort hatten die Abgesandten dem Konvent des Augustinerklosters und dem Rat der Stadt Bericht über die abgelehnte Appellation zu erstatten. Luther kehrte bald nach Erfurt zurück und traf dort im April 1511 wieder ein.

## Randbedingungen der Reise

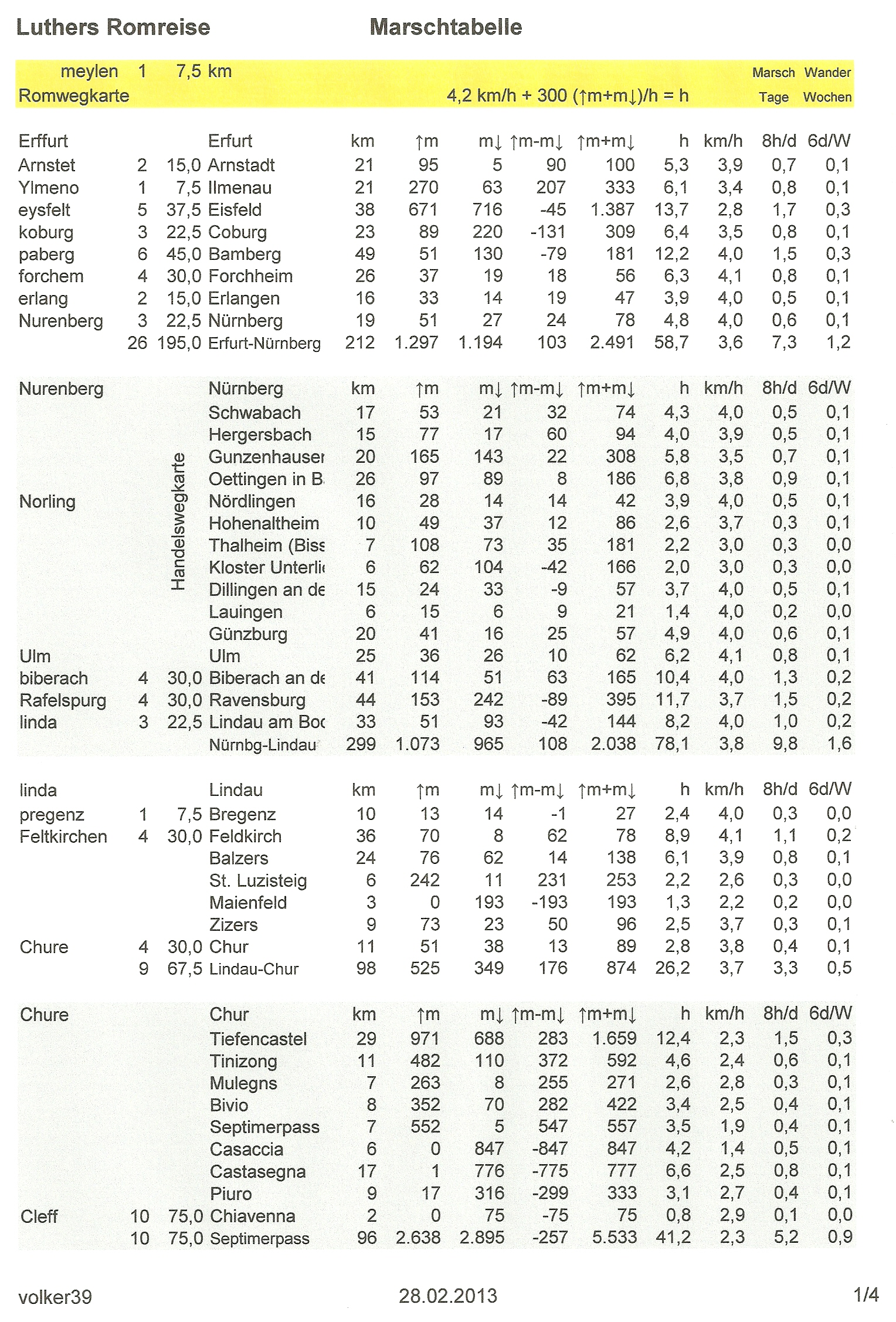

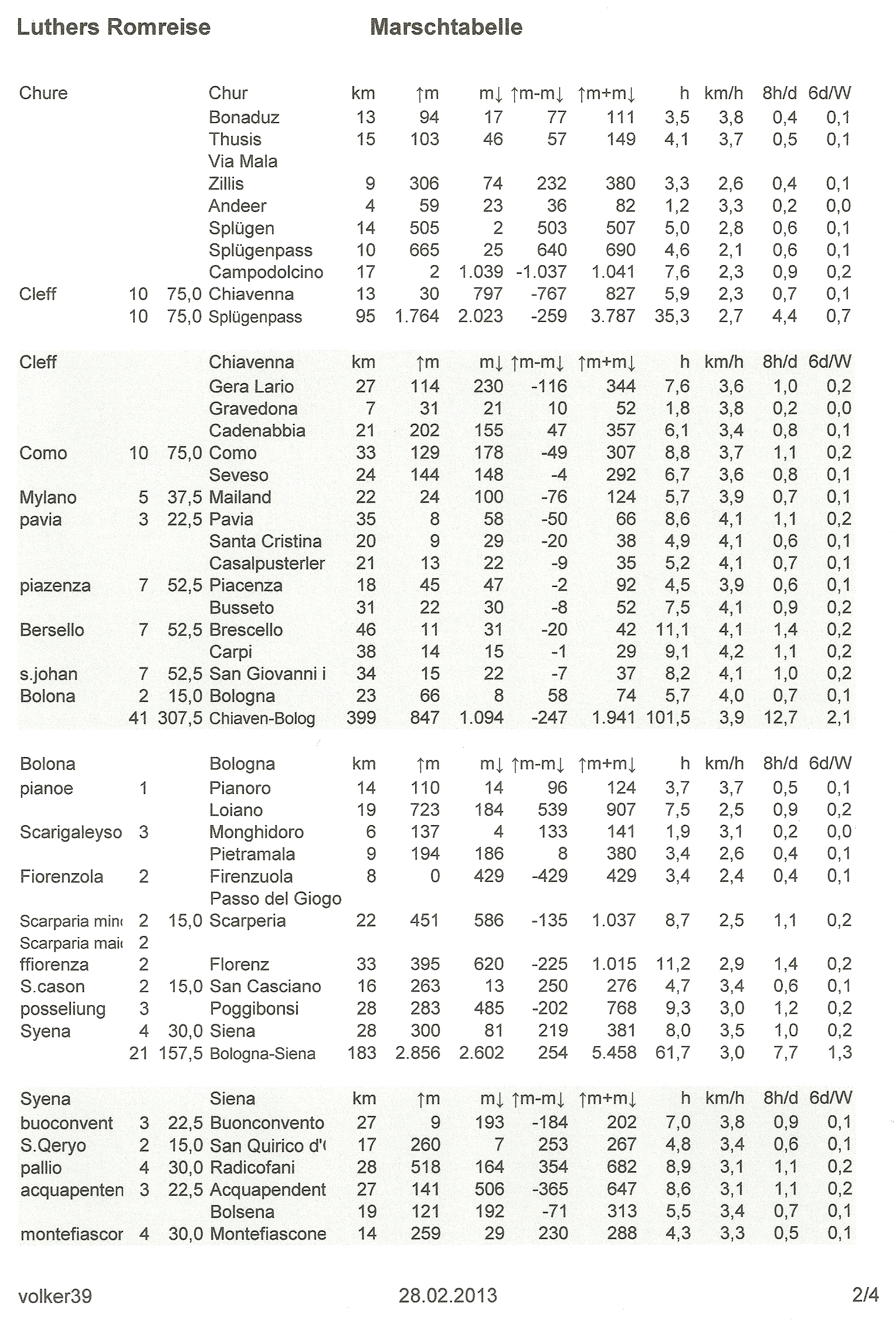

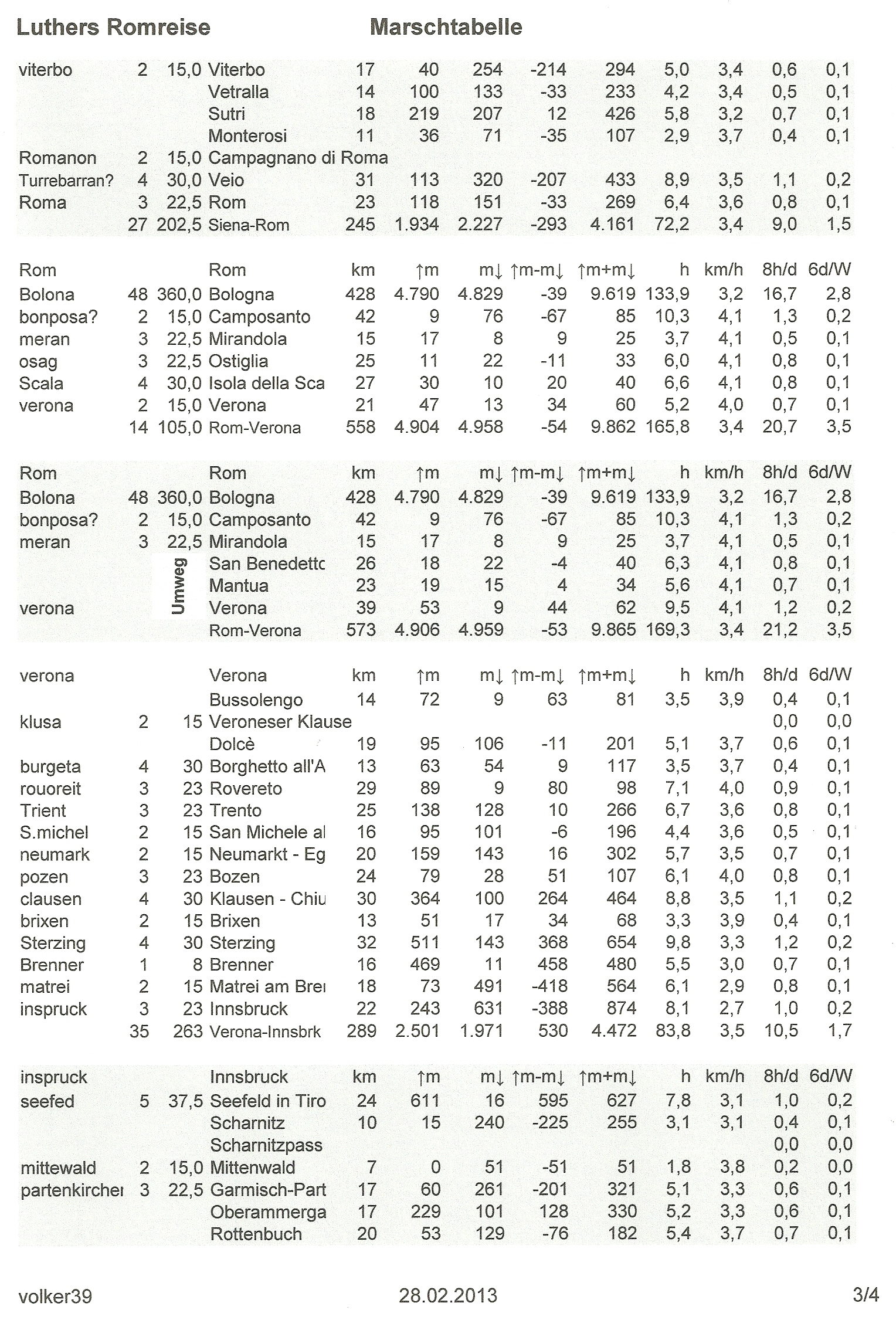

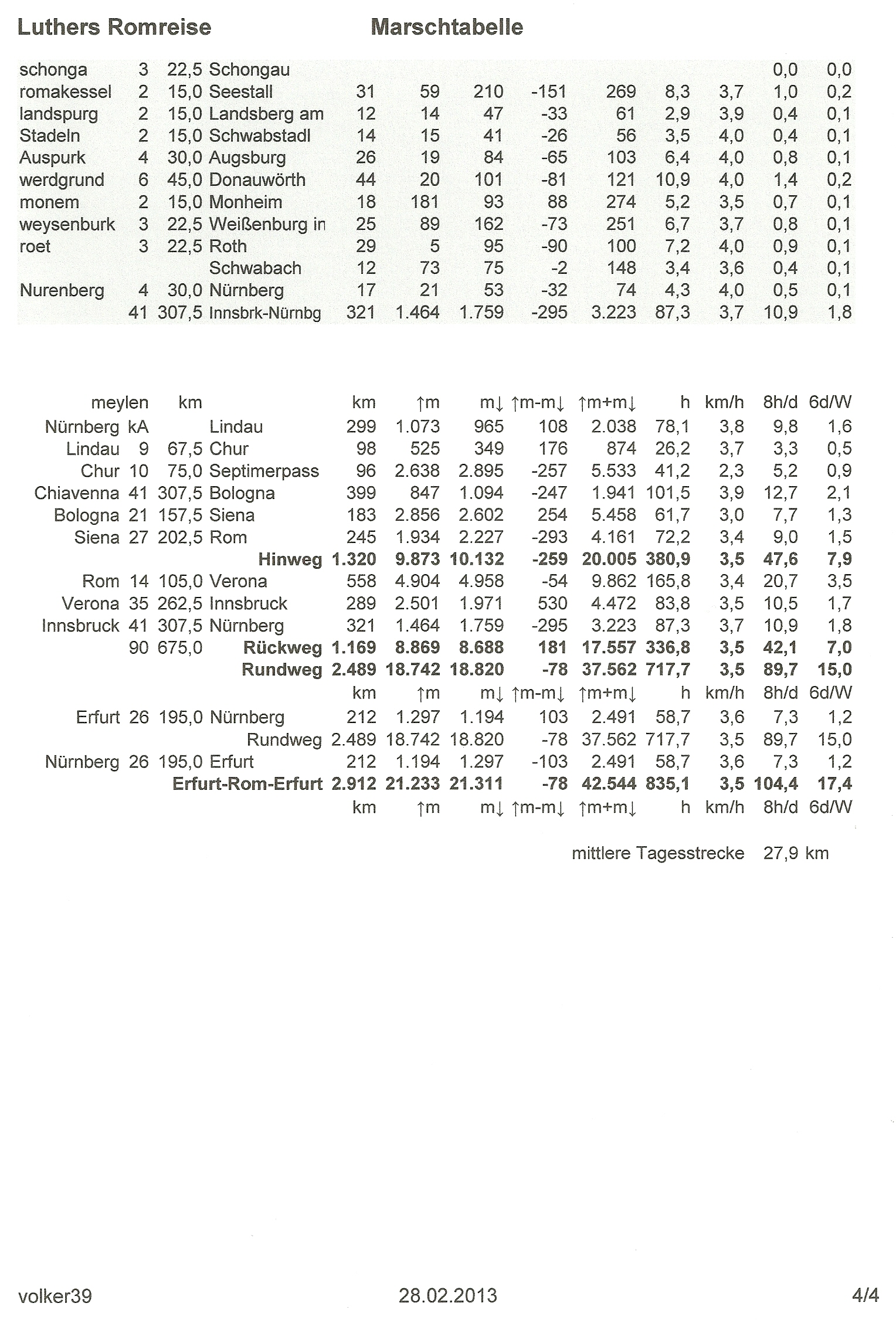

Die Reise fand in den Wintermonaten mit eher kurzen Tagen statt. Als Tagesstunden wird hier die Zeit der Tageslänge (Zeit zwischen Sonnenaufgang und -untergang) zuzüglich der bürgerlichen Dämmerung von etwa 40 Minuten morgens und abends bezeichnet. Diese betrug in Stunden etwa: ab Nürnberg 10,5; Septimer / Splügen 9,5 – 10,0; Rom 10,5; Bozen / Brenner 11,5; an Nürnberg 12,5. Die Wanderetappen mussten so eingeteilt werden, dass ein Quartier gefunden werden konnte.
Die winterlichen Wetterbedingungen erschwerten die Reise schon in „Deutschland“. Die Alpen wurden auf dem Hinweg im tiefen Winter überquert. Auf allen Passrouten lag Schnee. Die Überquerung des Septimer war anstrengend und besonders im Winter gefährlich. Es müssen ortskundige Bergführer den richtigen Weg gewiesen haben. Von Tiefencastel auf 859 m steigt der Weg zum Septimerpass auf 2.310 m Höhe. Die Höhendifferenz beträgt 1.451 m, die aufsummierten Höhenmeter (↑m Aufstieg plus m↓ Abstieg) betragen 3.693 m. Die Überquerung war eine besondere sportliche Leistung. Auch die Überquerung des Splügenpasses wäre nicht minder sportlich gewesen. Von Thusis auf 720 m geht es 1.393 m aufwärts zum Splügenpass in 2.113 m Höhe, wobei 2.922 Höhenmeter zu leisten sind. Auf der Rückreise wurden der Brennerpass und der Zirler Berg trotz beginnenden Winterendes auch im Schnee überquert.
Der Winter war in Italien 1510/11 ungewöhnlich hart. In Rom regnete es von Ende Oktober 1510 bis Anfang Februar 1511 unaufhörlich. Tiefer Schnee lag am 2. Januar 1511 in Bologna, am 6. herrschte dort heftiges Schneetreiben und am 15. gab es einen Schneesturm. Dazu herrschte eine unerträgliche Kälte.
Die Augustinusregel war auch während der Reise einzuhalten. Dazu gehörte, für die Wanderer bedeutsam, die Einhaltung der Fastenzeit. Am 11. November begann das 40-tägige Fasten in der Adventszeit vor Weihnachten. Bis Rom mussten die Abgesandten also fasten. Auch die österliche Fastenzeit beträgt 40 Tage und beginnt zwischen dem 9. Februar und dem 16. März. Es kann also sein, dass während der Wanderung auch noch ein Teil dieser Fastenzeit eingehalten werden musste. Körperliche Anstrengung und Fasten sind eine Herausforderung für jeden Menschen. Es wäre zu klären, ob der Sonntag als Ruhetag wanderfrei war. Hier wird von sechs Marschtagen und einem Ruhetag pro Woche ausgegangen.
Beim Durchqueren der lombardischen Ebene befiel die Wanderer eine heftige fiebrige Erkrankung, von der sie sich mühsam erholten. An einem Tag konnten sie nur eine Meile gehen. In Florenz war Luther krankheitshalber in ein Spital eingeliefert worden.
An besonderen Orten dürften die Abgesandten länger als eine Nacht verweilt haben, besonders in Mailand und Bologna.

## Marschleistung
Die Marschtabelle weist die Reiseorte mit historischen und heutigen Namen sowie Distanzen, Auf- und Abstiege, Wegstunden, Marschgeschwindigkeit und Marschdauer aus.
Für die Erstellung wurde ein Routenplanungsprogramm eingesetzt. Aus den vorgeschlagenen Routen wurde die am besten dem Geländeverlauf und der Besiedlung entsprechende Variante ausgewählt. Wanderwege querfeldein oder über querende Höhenzüge hinweg wurden nicht ausgewählt. Zumeist entsprachen sie nicht gewachsenen Wegeverbindungen. Von der ausgewählten Variante wurden km Wegstrecke, ↑m Aufstieg und m↓ Abstieg übernommen.
Zur Bestimmung der Marschzeiten wurde die in der Schweiz gebräuchliche Wanderzeitberechnung angewandt. Die einfache Methode berechnet die Marschzeit zu: Std. = 4,2 km/Std. + 300 (↑m + m↓)/Std. Die detaillierte Methode, Std. = 4,0 km/Std. + 300 ↑m/Std. + 600 m↓/Std., differiert nur bei ausgeprägten Bergstrecken um 7–9 %. Bei der Gesamtreise sind die Ergebnisse beider Methoden mit einer Differenz von einem Promille praktisch gleich.
| Etappe                        | Weg km | Höhen ↑m + m↓ | Weg h | km/h | Tage 8 h | Wochen 6 Tage |
| ----------------------------- | ------ | ------------- | ----- | ---- | -------- | ------------- |
| Nürnberg – Lindau am Bodensee | 299    | 2.038         | 78    | 3,8  | 10       | 2             |
| Lindau – Chur                 | 98     | 874           | 26    | 3,7  | 3        |               |
| Chur – Septimer – Chiavenna   | 96     | 5.533         | 41    | 2,3  | 5        | 1             |
| Chiavenna – Bologna           | 399    | 1.941         | 102   | 3,9  | 13       | 2             |
| Bologna – Siena               | 183    | 5.458         | 62    | 3,0  | 8        | 1             |
| Siena – Rom                   | 245    | 4.161         | 72    | 3,4  | 9        | 1–2           |
| Hinweg                        | 1.320  | 20.005        | 381   | 3,5  | 48       | 8             |
| Rom – Verona                  | 558    | 9.862         | 166   | 3,4  | 21       | 3–4           |
| Verona – Innsbruck            | 289    | 4.472         | 84    | 3,5  | 11       | 2             |
| Innsbruck – Nürnberg          | 321    | 3.223         | 87    | 3,7  | 11       | 2             |
| Rückweg                       | 1.169  | 17.557        | 337   | 3,5  | 42       | 7             |
| Nürnberg – Rom – Nürnberg     | 2.489  | 37.562        | 718   | 3,5  | 90       | 15            |
| Erfurt – Nürnberg – Erfurt    | 424    | 4.982         | 117   | 3,6  | 15       | 2–3           |
| Erfurt – Rom – Erfurt         | 2.912  | 42.544        | 835   | 3,5  | 104      | 17–18         |

Als durchschnittliche Tagesleistung ergeben sich 28 km. Dies stimmt gut mit nachvollziehbaren Angaben in der Literatur überein. Andere Angaben von 40 km/Tag können nicht plausibel erklärt werden. Tagesleistungen über 30 km sind militärische Eilmärsche mit hohem Personalverschleiß.

## Zusammenfassung
Für die Hinreise sind unter Berücksichtigung der berechneten acht Wanderwochen, der Witterungsbedingungen, der Erkrankungen und der Aufenthalte zwecks Besichtigung mindestens zwei Monate anzunehmen. Die Abgesandten müssten Nürnberg im Oktober/November 1510 verlassen haben, um Ende Dezember in Rom einzutreffen. Dies ist eine beachtliche sportliche Leistung, die durch eine große geistige Zielsetzung motiviert war.
Die Rückreise wurde nach der Rekonstruktion Böhmers Januar/Februar 1511 angetreten und dürfte bei sieben berechneten Wanderwochen mit Besichtigungen u. a. in San Benedetto und Innsbruck fast zwei Monate gedauert haben. Nürnberg wurde wohl wieder Ende März 1511 erreicht. Auch diese beachtliche sportliche Leistung ist durch die Verpflichtung zu erklären, den Konventen auftragsgemäß baldmöglichst Bericht zu erstatten.
Luther kehrte nach der Berichterstattung Mitte April 1511 nach Erfurt zurück, das er Mitte Oktober 1510 verlassen hatte.